# 马库姆
马库姆（Makum），是印度阿萨姆邦Tinsukia县的一个城镇。总人口15058（2001年）。

## 人口
该地2001年总人口15058人，其中男性7949人，女性7109人；0—6岁人口1911人，其中男1007人，女904人；识字率67.81%，其中男性为72.78%，女性为62.26%。

## 唐人街
马库姆唐人街（现在也称为“Chinapatty”）曾經是一个繁荣的華人社區，許多華人的祖先多在1830 年代到此定居，1962 年中印战争爆发后，由於阿薩姆邦靠近中印边境，所以印度政府以國安問題强迫关闭了唐人街，而如今的大多數居民早已當地非華人為主，然而現在的唐人街仍保留著許多華人留下的中國式房屋。
阿薩姆語小説作家丽塔·乔杜里創作的小説"马库姆" (মাকাম) 則讲述了中印戰爭后，在马库姆唐人街的華人面臨的種種困境，包括被关押到拉贾斯坦邦的拘留营，以及被驱逐、遣返回中國 。